# Иссин-рю
Иссин-рю (яп. 一心流, «школа одинокого сердца») — стиль окинавского каратэ, созданный мастером Тацуо Симабуку (яп. 島袋 龍夫) в 1956 году. Наибольшее влияние на новую школу оказали такие стили как Сёрин-рю, Годзю-рю и кобудо. В 1989 году в мире насчитывалось 336 филиалов школы Иссин-рю (согласно записей организации IWKA), большинство из которых были сосредоточены в США.

## История
Школа Иссин-рю была основана в 1956 году мастером Тацуо Симабуку (1908—1975), который был родом из деревни Гусикава на Окинаве. В юношестве будущий мастер поступил на обучение к основателю школы Годзю-рю Мияги Тёдзюну, а затем тренировался также у основателя школы Сёбаяси-рю Кяна Тётоку и у основателя Мотобу-рю Мотобу Тёки.
Симабуку открыл свой первый додзё в деревне Конбу и начал преподавать в конце 1947 года после репатриации из Кюсю.  Примерно в это же время он принял имя «Тацуо», что означает «Человек-дракон». Позже он давал уроки каратэ в деревне Тайрагава, а также в городе Кодза, прежде чем решил проводить занятия в собственном доме примерно в 1948 году. 15 января 1956 года Тацуо провёл собрание, на котором объявил, что он основывает свой собственный стиль каратэ, давая ему имя «Иссин-рю».
После ухода из жизни основателя Симабуку Тацуо в 1975 году во главе школы встал его сын Симабуку Китиро, который в настоящее время является обладателем 10-го дана и президентом Всемирной ассоциации каратэ Иссин-рю.